# Компулзивно скроловање
Опсесивно-компулзивно скроловање (енгл. Doomscrolling) или опсесивно-компулзивно сурфовање (енгл. doomsurfing) је чин провођења прекомерне количине времена читајући велике количине кориснички генерисаног садржаја или вести на интернету и друштвеним мрежама. Концепт је настао око 2020. у контексту пандемије COVID-19.
Анкете и студије указују на то да је компулзивно скроловање доминантно међу младима и да се може сматрати обликом поремећаја зависности од интернета. Студија америчке Националне академије наука из 2019. године открила је да компулзивно скроловање може бити повезано са погоршањем менталног и физичког здравља. Наведени су бројни разлози за зависност од ком скроловања, укључујући негативну пристрасност, страх од пропуштања, повећану анксиозност и покушаје преузимања контроле над неизвесношћу.

## Историја

### Порекло
Пракса компулзивног скроловања може се упоредити са старијим феноменом из 1970-их названим синдром злог света, описаним као „веровање да је свет опасније место за живот него што заправо јесте као резултат дуготрајне изложености садржају везаном за насиље на телевизији“. Студије показују да гледање узнемирујућих вести наводи људе да траже више информација о тој теми, стварајући бесконачни циклус.
У обичном говору, енглеска реч „doom“ се може превести као пропаст или проклетсво. У земљама енглеског говорног подручја реч „doom“ представља таму и зло, односећи се на нечију судбину (проклетство). Енглеска реч "surfing" у преводу значи сурфовање, јахање на таласима. У повојима интернета "surfing" је био уобичајени глагол који се користио у да опише процес прегледавања садржаја на интернету. Енглеска реч „scrolling“ (скроловање) се односи на клизање кроз онлајн садржај на екрану компјутера или мобилног телефона. Након 3 године на листи „праћења“ Меријам-Вебстер речника, реч „doomscrolling“ је препозната као главна реч у септембру 2023. Dictionary.com ју је изабрао за водећи месечни тренд у августу 2020. Речник Маквори је прогласио реч „doomscrolling“ за реч године 2020.

### Популарност
Термин „doomscrolling“ је први пут употребљен 2018. када га је сковао Ашик Сидик, сада копредседавајући Демократских социјалиста Америке. Термин је наставио да добија на популарности почетком 2020-их кроз догађаје као што су пандемија COVID-19, протести против Џорџа Флојда, председнички избори у САД 2020. године, јуриш на Капитол САД 2021. и специјалну војну операцију у Украјини од 2022. Примећено је да је сваки потоњи наведени догађај погоршао праксу „doomscrolling-а“. компулзивно скроловање је постало широко распрострањено међу корисницима Твитера током пандемије COVID-19 и такође је био предмет дискусије у вези са климатском кризом. Истраживање које је 2024. спровео Морнинг Консалт закључило је да приближно 31% одраслих Американаца редовно користи „doomscroll“ (компулзивно скроловање). Овај проценат је додатно увеличан са „миленијалцима“ (онима рођеним од краја 1980-их до почетка 1990-их) на 46%, а „генерацијом З“ (становништвом рођеним од краја 1990-их до почетка 2010-их) на 51%.

### Бесконачно скроловање
Бесконачно скроловање је дизајнерски приступ у изради веб сајтова који континуирано учитава садржај док корисник скролује надоле. Бесконачно скроловање елиминише потребу за пагинацијом, чиме подстиче понашање „doomscrolling-а“. Ова функција омогућава кориснику друштвених медија да „бесконачно скролује“, јер софтвер континуирано учитава нови садржај и приказује бескрајан ток информација. Сходно томе, ова функција може погоршати компулзивно скроловање јер уклања природне тачке заустављања на којима би корисник могао да застане. Концепт бесконачног скроловања се понекад приписује Ази Раскину због елиминације пагинације веб страница, у корист континуираног учитавања садржаја док корисник скролује надоле по веб страници. Раскин је касније изразио жаљење због изума, описујући га као „један од првих производа дизајнираних не само да помогну кориснику, већ да га намерно држе онлајн што је дуже могуће“. Истраживање употребљивости сугерише да бесконачно скроловање може представљати проблем приступачности. Недостатак знакова за заустављање описан је као пут ка проблематичном коришћењу паметних телефона и проблематичном коришћењу друштвених медија.

### Улога друштвених медија
Компаније друштвених медија играју значајну улогу у компулзивном скроловању зато што користе алгоритме дизајниране да максимизирају ангажовање корисника. Ови алгоритми дају приоритет садржају који је емоционално стимулативан, често фаворизујући негативне вести и сензационалистичке наслове како би корисници наставили да скролују. Пословни модели већине платформи друштвених медија у великој мери се ослањају на ангажовање корисника, што значи да што дуже људи остају на њиховим платформама, више реклама виде и више података се прикупља о њиховом понашању. Ово ствара циклус у којем се емоционално набијен садржај – често који укључује негативне или анксиозне информације – више пута гура корисницима, подстичући их да наставе да скролују и конзумирају више садржаја. Упркос добро документованим негативним ефектима компулзивног скроловања на ментално здравље, компаније друштвених медија су подстакнуте да одржавају ангажовање корисника путем ових метода, што појединцима отежава да се ослободе те зависности.

## Објашњења

### Негативна пристрасност
Чин компулзивног скроловања може се приписати природној склоности ка негативности коју људи имају када конзумирају информације. Пристрасност ка негативности је идеја да негативни догађаји имају већи утицај на ментално благостање од добрих догађаја. Џефри Хол, професор комуниколошких студија на Универзитету Канзас у Лоренсу, примећује да због редовног стања задовољства појединца, потенцијалне претње провоцирају његову пажњу. Један психијатар у Медицинском центру Векснер Државног универзитета Охаја приметио је да су људи „сви програмирани да виде негативно и да их привлачи негативно јер им то може физички наштетити“. Он наводи еволуцију као разлог зашто људи траже такве негативности: ако би нечији преци, на пример, открили како би их неко створење могло повредити, могли би да предузму мере како би избегли злу судбину.
Међутим, за разлику од примитивних људи, већина људи у модерно доба не схвата да самоиницијативно траже негативне информације. Алгоритми друштвених медија обраћају пажњу на садржај у који се корисници упуштају и приказују објаве сличне природе. Према речима директора клинике Центра за лечење и проучавање анксиозности Медицинског факултета Перелман: „Људи имају питање, желе одговор и претпостављају да ће се осећати боље када га добију... Настављате да скролујете и скролујете. Многи мисле да ће то бити корисно, али се на крају осећају још горе.“

### Страх од пропуштања
компулзивно скроловањее се такође може објаснити страхом од пропуштања (енгл. Fear of missing out), уобичајеним страхом који тера људе да учествују у активностима које им можда нису корисне, али које се плаше да пропусте. Овај страх се примењује и у свету вести и друштвених медија. Истраживање које је спровела Статиста 2013. године показало је да је више од половине Американаца доживело Страх од пропуштања на друштвеним медијима; даља истраживања су показала да је овај страх погодио 67% италијанских корисника 2017. године и 59% пољских тинејџера 2021. године.
Стога, Бетани Тичман, професорка психологије на Универзитету у Вирџинији, наводи да је Страх од пропуштања вероватно повезан са компулзивним скроловањем због страха особе да ће пропустити кључне негативне информације.

### Тражење контроле
Опсесивно конзумирање негативних вести на интернету може се делимично приписати психолошкој потреби особе за контролом. Као што је раније речено, пандемија COVID-19 поклопила се са праксом компулзивног скроловања. Вероватни разлог за то је да су током неизвесних времена људи склонији компулзивном скроловању као начину да прикупе информације и осете да имају контролу над ситуацијом. Људи то раде како би појачали своје уверење да ће им информисаност и контрола пружити заштиту од лоших ситуација. Међутим, док покушавају да преузму контролу, најчешће као последица компулзивног скроловања, појединци развијају још већу анксиозност у свом погледу на околину и дешавања у њој.

### Анатомија мозга
компулзивно скроловање је присилна потреба да се заокупимо негативним вестима и може бити резултат еволутивног механизма где су људи „програмирани да прате и предвиђају опасност“. Честим праћењем догађаја који окружују негативне наслове и тежња да се остане информисан може пружити осећај боље припремљености; међутим, продужено скроловање такође може довести до погоршања расположења и менталног здравља јер се лични страхови повећавају.
Доњи фронтални гирус (енгл. Inferior frontal gyrus), игра важну улогу у обради информација и интегрисању нових информација у веровања о стварности.  У IFG-у, мозак „селективно филтрира лоше вести“ када му се представе нове информације. Када је особа опседнута скроловањем мозак се може осећати угрожено и искључити свој „филтер лоших вести“.
У студији у којој су истраживачи манипулисали левим IFG-ом користећи транскранијалну магнетну стимулацију (TMS), пацијенти су били склонији укључивању негативних информација. Ово сугерише да леви IFG може бити одговоран за спречавање лоших вести да промене лична уверења; када су учесницима представљене повољне информације и када су примили TMS, мозак им је и даље ажурирао лична уверења као одговор на позитивне вести. Студија такође сугерише да мозак селективно филтрира информације и ажурира уверења на начин који смањује стрес и анксиозност обрађујући добре вести са већим нивоом приоритета. Повећано компулзивно скроловање излаже мозак већим количинама неповољних вести и може ограничити способност мозга да прихвати добре вести и одбаци лоше вести; ово може довести до негативних емоција које чине да се човек осећа анксиозно, депресивно и изоловано.

## Утицаји на здравље

### Психолошки ефекти
Здравствени стручњаци су саветовали да компулзивно скроловање може негативно утицати на постојеће проблеме менталног здравља. Иако укупни утицај који компулзивно скроловање има на људе може да варира, често може изазвати анксиозност, стрес, страх, депресију и изолацију.

#### Истраживање
Професори психологије на Универзитету у Сасексу спровели су студију у којој су учесници гледали телевизијске вести које су се састојале од „позитивно, неутрално и негативно означеног материјала“. Студија је открила да су учесници који су гледали негативне вести показали повећање анксиозности, туге и негативних предосећања у вези са личним бригама.
Студија коју су спровели истраживачи психологије у сарадњи са Хафингтон постом открила је да су учесници који су гледали три минута негативних вести ујутру имали 27% већу вероватноћу да пријаве лош дан шест до осам сати касније. У поређењу с тим, група која је гледала вести усмерене на решења пријавила је добар дан у 88% случајева.

## Избегавање вести
Неки људи су почели да се носе са обиљем негативних вести тако што их потпуно избегавају. Студије из 2017. и 2022. године показале су да избегавање вести расте и да је 38% људи признало да понекад или често активно избегава вести у 2022. години, у односу на 29% у 2017. години.
Студија Ројтерсовог института за проучавање новинарства Универзитета у Оксфорду из 2024. показала је да све већи број људи избегава вести. У 2023. години, 39% људи широм света је изјавило да активно избегава вести, у односу на 29% у 2017. години. Студија сугерише да сукоби у Украјини и на Блиском истоку могу бити фактори који доприносе овом тренду. У Великој Британији, интересовање за вести се скоро преполовило од 2015. године.